# 시드니 하워드

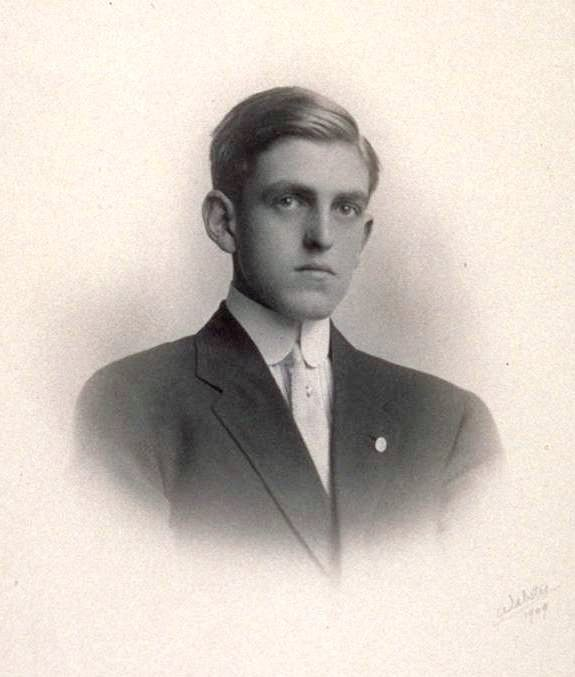

시드니 하워드(Sidney Coe Howard, 1891년 6월 26일 ~ 1939년 8월 23일)는 미국의 극작가다.
캘리포니아 대학교 버클리를 나온 후 하버드 대학의 베이커 교수의 지도를 받으며 극작을 공부했다. 그의 첫 성공작은 희극 <그들이 원하는 바를 알고 있다>(1924)로서 영화화·뮤지컬화되기도 했다. 퓰리처상 수상작이다. <실버 코드>(1926)는 당시로서는 놀랍게도 '모성(母性) 콤플렉스'를 다루고 있는 문제극이다. 그 외 대표작으로 황열병(黃熱病) 퇴치를 묘사한 <옐로 잭>(1934)이 있다.